# 小森義峯
小森 義峯（こもり よしみね、1923年〈大正12年〉3月19日 - 2022年〈令和4年〉2月1日）は、日本の憲法学者、海軍軍人、民族派。法学博士（京都大学・論文博士・1966年）。佐賀県小城郡牛津町（現・小城市）出身。大石義雄の門下。

## 略歴
1942年旧制佐賀高等学校文科乙類卒業。1943年大日本帝國海軍に応召。その後、中尉に昇進。1945年9月復員。1946年京都帝国大学法学部政治学科卒業。
1947年佐賀龍谷中学校教諭。1948年4月京都府立桃山高等学校教諭。1948年12月京都師範学校附属桃山中学校教諭。
1953年3月京都大学大学院法学研究科修士課程修了（指導教授:大石義雄）。
1953年4月中京法律学校講師。1953年11月名城大学法商学部講師。1955年同法商学部助教授。1958年京都学芸大学教育学部助教授。1966年8月論題「連邦制度の研究」で法学博士（京都大学）の学位を受く。1973年京都産業大学法学部教授。1973年同大学院法学研究科教授。1984年国士舘大学大学院政治学研究科教授・同政経学部教授。1993年同大学院政治学研究科客員教授。1996年同退職。日本文化大学法学部客員教授。維新政党・新風講師。1999年日本文化大学退職。

## 栄典
- 勲三等瑞宝章

## 著書
- 『連邦制度の研究』三晃社 1965
- 『憲法の基本問題』有信堂 1968
- 『天皇と憲法』皇學館大學出版部 1985初版/1991改訂版
- 『法学・憲法概論』共著、成文堂 1985
- 『小森義峯教授古稀記念論集 現代における憲法問題の諸相』国書刊行会 1994
- 『正統憲法復元改正への道標』国書刊行会 2000